# Karel Hannauer ml.

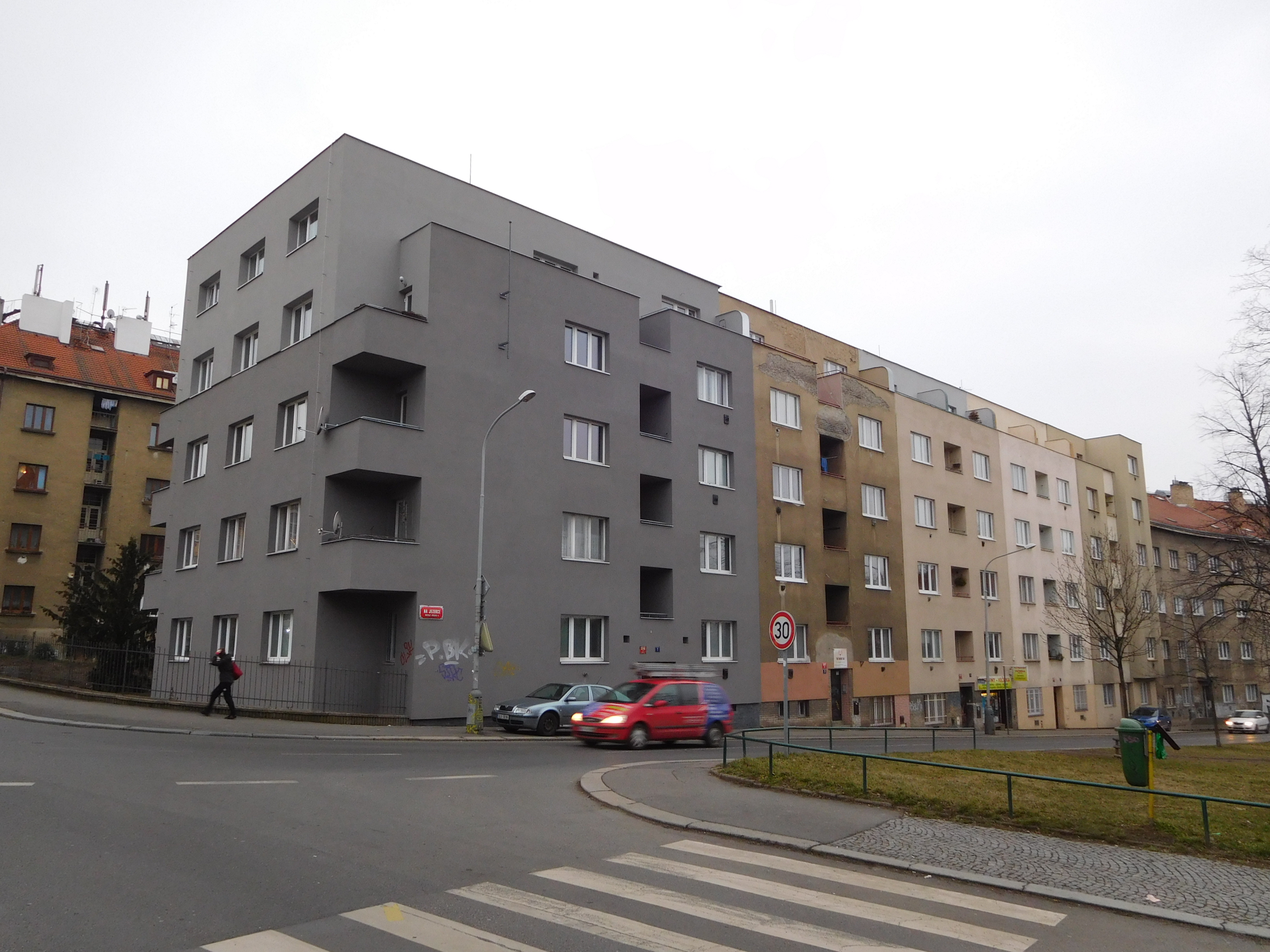
Domy Na Jezerce 1–9, Praha-Nusle (Josef Kučera, Karel Hannauer, Miloslav Tryzna, 1935)

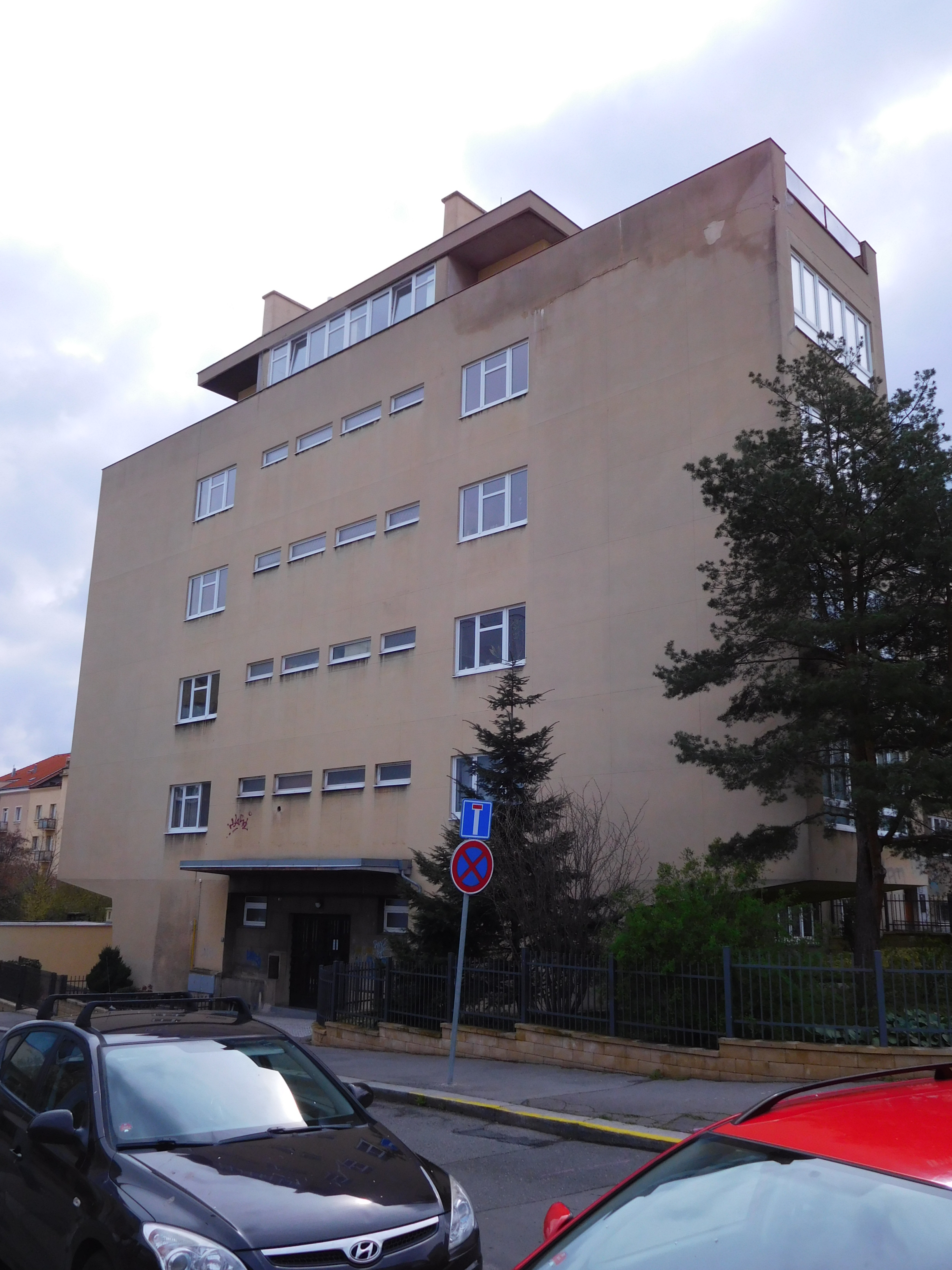
Čiklova 2, Praha-Nusle, 1938)

Karel Hannauer (11. června 1906 Nusle – 13. července 1966 Praha) byl český architekt, teoretik architektury a učitel.

## Život a tvorba
Narodil se do dobře situované rodiny. Jeho otec Karel Hannauer starší vybudoval úspěšnou stavební firmu v Nuslích. Karel Hannauer ml. po studiu reálky studoval architekturu na pražské technice. Po ukončení studia architektury se věnoval publikační činnosti a studijním cestám po Evropě. Po návratu projektoval v rodinné firmě převážně činžovní domy. Po smrti svého otce v roce 1931 pokračoval Karel Hannauer mladší společně se svým strýcem Jaroslavem ve vedení rodinného podniku. V roce 1947 byl jmenován mimořádným profesorem Slovenské vysoké školy technické v Bratislavě. V letech 1955–1959 přednášel na Fakultě architektury a pozemního stavitelství ČVUT.

## Díla
- Pension Arosa, Praha-Košíře, Pod Kavalírkou čp. 500 (1931)
- Činžovní domy (s J. Hannauerem), Praha-Nusle, Čiklova čp. 1238, 1239 (1936)
- Činžovní domy (s J. Hannauerem), Praha-Nusle, Petra Rezka čp. 810, 811 (1938)